# Prilastek
Prilástek (atribút) je stranski stavčni člen, ki ima v besedni zvezi običajno funkcijo določila samostalniškega jedra (odnosnice).

### Primer
prelepo jutro: prelepo = prilastek, jutro = odnosnica

## Vrste prilastkov
- Prilastek, ki leži pred odnosnico, je levi ujemalni prilastek. Levi ujemalni prilastek je pridevniški. (Primer: prelepo jutro)
- Prilastek, ki leži za odnosnico, se imenuje desni prilastek. Lahko je ujemalni (ptica pevka) ali neujemalni (torta iz jagod).
- Prilastek, ki v stavčni (podredni) obliki stoji za odnosnico, je stavčni prilastek. (Primer: z namenom, da se opraviči.)
- Prilastek, ki je zveza, v kateri zaradi boljše razumljivosti sprva levopostavljeno nezaznamovano mesto postavimo raje desno od jedra, je polstavčni prilastek. (Primer: vsakega truda vreden cilj → cilj, vreden vsakega truda.)

Ujemalni prilastek se ravna po odnosnici v sklonu, številu in spolu (prelepo jutro, prelepega jutra; ptica pevka, ptice pevke), neujemalni prilastki pa te odvisnosti ne poznajo (torta iz jagod, torte iz jagod).